# Camp Nou

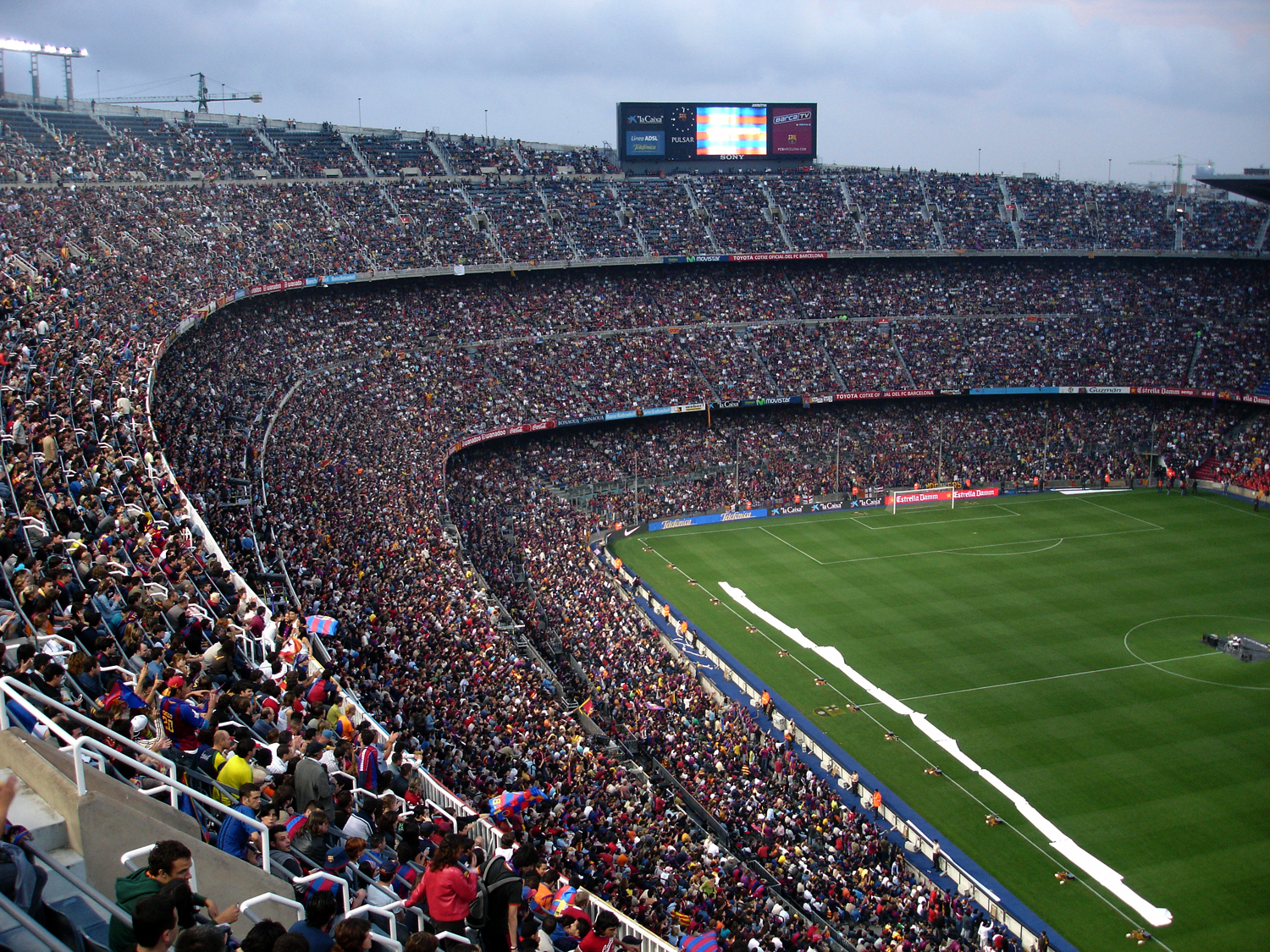
Camp Nou, interiör.

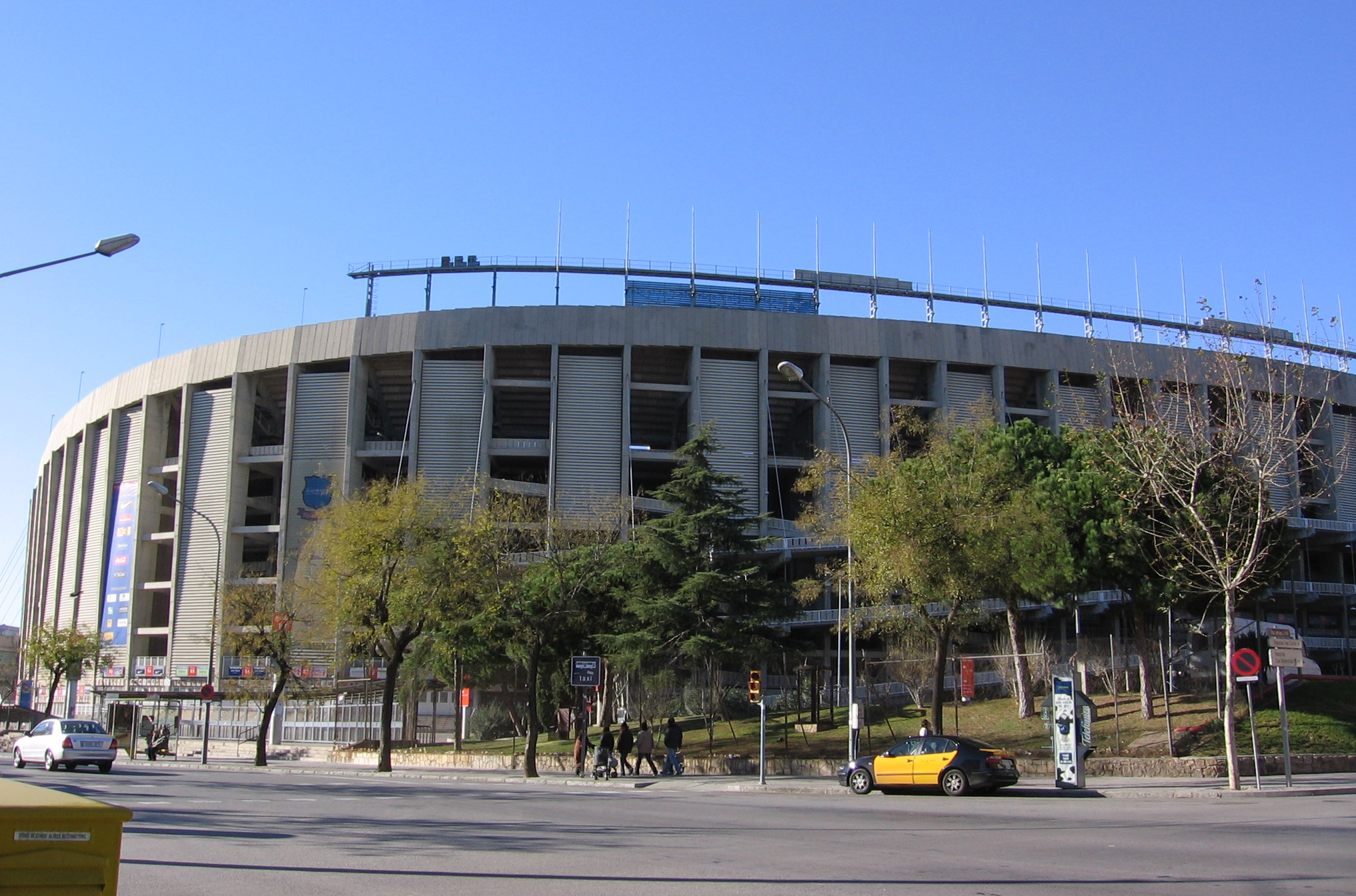
Camp Nou, exteriör.

Camp Nou (katalanska för "nya fältet"), av sponsorskäl Spotify Camp Nou, är en fotbollsarena i Barcelona som ägs av idrottsklubben FC Barcelona. Arenan är den största i Europa och används förutom till fotbollsmatcher även till konserter. Den mäter 250 gånger 220 meter och är 48 meter hög.

## Historia

### Bakgrund
Efter att spanska inbördeskriget tagit slut började fotbollsintresset i Barcelona att ta fart. Sedan Franco tagit makten förbjöds allt katalanskt i ett försök att sudda bort den katalanska identiteten. Camp de Les Corts som då var FC Barcelonas hemmaplan blev en naturlig mötesplats i Barcelona där den katalanska identiteten kunde leva vidare. När laget i mitten av 1940-talet började vinna titlar ökade intresset så kraftigt att klubben började planera för en ny arena, 1943 fram till 1946 byggde man ut Les Corts till 48 000 åskådare men det skulle visa sig vara otillräckligt. Istället började klubben leta efter mark till en ny fotbollsstadion och 14 november 1950 beslutade klubbens generalförsamling att köpa in mark drygt 1 km väster om Les Corts stadion för att på den uppföra en ny fotbollsstadion.
När FC Barcelona 1951 värvade den ungerska fotbollsstjärnan Ladislao Kubala kunde Les Corts stadion inte längre möta efterfrågan på biljetter och det fanns ingen möjlighet att bygga ut den ytterligare. Efter en allvarlig olycka i ett derby mot Espanyol i december 1952 där 2 avled och över 40 skadades valde klubben att skynda på byggandet av den nya stadion, trots att finansieringen inte var löst. Den 28 mars 1954 inleddes byggandet av Camp Nou. Den nya stadion skulle uppföras i tre etage med kapacitet om 150 000 åskådare varav 60 000 sittande, med en total läktaryta på 41 800 kvadratmeter var Camp Nou tänkt att bli Europas största fotbollsstadion, nära dubbelt så stor som Real Madrids Chamartín stadion med sina 23.164 kvadratmeter.
Camp Nou skulle uppföras i 2 etapper, den första etappen som kom att bli den enda som realiserades, inkluderade de två första etagen med en sammanlagd kapacitet för 90 000 åskådare, medan byggandet av det tredje etaget med plats för ytterligare 60 000 åskådare övergavs, som en direkt följd av att man inte löst finansieringen av stadion. Det tredje etaget i förminskad storlek, (46,60 meter högt mot från början 52,5) färdigställdes inför fotbolls-VM 1982. Camp Nou öppnades vid starten av den nya säsongen 1957 till en byggkostnad av 288 miljoner pesetas, att jämföras med den planerande kostnaden på 66 miljoner. Invigningsmatchen spelades mellan FC Barcelona och Legia Warszawa inför en fullsatt stadion.
Från början var det meningen att Camp Nou skulle finansieras uteslutande med pengar från försäljningen av Les Corts stadion där det var tänkt att bostäder skulle uppföras, emellertid fick klubben problem då marken enligt lag endast kunde nyttjas som rekreationsområde. I väntan på att Barcelonas kommun skulle ändra detaljplanen från rekreationsområde till bostadsområde valde klubben att istället finansiera bygget med låneobligationer (50% av skulderna), warranter (25% av skulderna) samt lån från klubbens egna medlemmar (25% av skulderna). Det skulle dock komma att dröja drygt 10 år innan klubben fick tillstånd att bygga bostäder på marken och först efter att Spaniens diktator Francisco Franco personligen skrivit under den nya detaljplanen. Under den här perioden gick klubben nästan i konkurs och när Les Corts väl sålts gick intäkterna uteslutande till att lösa klubbens skulder. Stadion hade en kapacitet mellan 1981 och 1995 på 121 400 personer. Mellan 1994 och 1995 byggdes delar av stadion om med mer sittplatser och man kunde då ta in 113 000 Personer efter ombyggnaden var klar. Man satte in sittplatser och tog bort stå platser. 1998 till 1999 blev det barav sittplatser varav kapaciteten sänktes till nuvarande 99 354 personer. Något som inte bara sänkt kapacitet vid fotbollsmatcher utan även konserter har fått kraftfullt sänkt kapacitet sedan 1998/1999. Bruce Springsteens pubklikrekord på Camp Nou frrån 1988 på sin Tunnel of Love express tour på 98 000 människor är inte möjlig att ens komma i närheten av idag. När Scenen står på ena kortsidan blir kapaciteten på konserter mellan 65000 och 70 000 personer.

### Kapacitet och ombyggnader
När Camp Nou öppnade 1957 kunde stadion ta emot 93 053 åskådare, under 1970-talet började man att byta ut träbänkarna mot plaststolar och stadions kapacitet minskade till 82 750 varav 49 600 sittplatser. Den 4 mars 1980 beslutade klubbens generalförsamling att stadion skulle renoveras och att det tredje etaget skulle färdigställas. Arbetena pågick mellan 21 juni 1980 och 30 januari 1982 och den officiella invigningen hölls den 24 augusti i samband med Joan Gamper-pokalen. Renoveringen och utbyggnaden av Camp Nou utökade stadions kapacitet med 22 150 nya sittplatser samt 16 500 nya ståplatser.
Publikrekordet för Camp Nou sattes i matchen mellan FC Barcelona och Juventus i kvartsfinalen av Europacupen 1986 när 120 000 åskådare släpptes in. Den totala kapaciteten då var 121 400 människor, men av säkerhetsskäl släpptes bara 120 000 människor in.
Enligt en då gällande princip inom klubben skulle varje medlem ha möjligheten att lösa säsongskort på Camp Nou. Trots att stadion byggdes ut 1982 var antalet sittplatser färre än antalet medlemmar i klubben varför man omgående började planera för ytterligare ombyggnader.
1985 var det tänkt att den andra ombyggnaden av Camp Nou skulle inledas, och en ny 45 meter hög läktare med plats för mellan 14 000 och 16 000 sittande skulle resas över huvudläktaren. Projektet som var tänkt att öka stadions kapacitet till 130 000 åskådare genomfördes aldrig, trots att ett flertal olika ritningar över den nya huvudläktaren presenterades i stadshuset med start 1984 fram till att projektet definitivt lades ner 1993. Istället genomfördes en mer blygsam ombyggnad sommaren 1994 där bland annat planen sänktes 2,5 meter, samtidigt som man tog bort säkerhetsbarriären mellan planen och åskådarna. Efter att den nedersta läktaren byggdes om minskades även planens mått efter UEFA-direktiv om standardisering. Från att tidigare haft måtten 108x72 meter minskade planens storlek till 105x68 meter.
Inför säsongen 1998-99 ändrades alla kvarvarande ståplatser till sittplatser vilket sänkte kapaciteten till 98 787 åskådarplatser, efter att stolarna bytts ut år 2010 har kapaciteten ökat marginellt till 99 354. Efter att klubben börjat att vinna titlar började ledningen planera för en utbyggnad och upprustning av Camp Nou som år 2007 fyllde 50 år. I planerna ingick bland annat en expansion med omkring 10 000 åskådarplatser. Den nya klubbledningen som tillträdde sommaren 2010 har dock valt att inte genomföra projektet som istället lades ner.
Den 5 april 2014 röstade klubbmedlemmar för förverkligandet av Espai Barça. Projektet inkluderar bland annat en renovering och utbyggnad av Camp Nou och dess omgivning, en ny multisportarena samt en ny arena för klubbens B-lag. Den 8 mars 2015 presenterades den officiella designen för nya Camp Nou, som tagits fram av arkitektfirmorna Nikken Sekkei och Pascual i Ausió Arquitectes. 
Arenan, som kommer att ha en kapacitet på 105 000 åskådare, uppskattas kosta cirka 360 miljoner euro och kommer delvis att finansieras genom försäljning av namnrättigheterna. Konstruktionen planerades att påbörjas sommaren 2017 och vara färdig i februari 2021, men ombyggnationen blev försenad och påbörjades i juni 2022. Renoveringen förväntas pågå till säsong 2025/26.
Under säsongen 2023/24 kommer Camp Nou för FC Barcelonas del ersättas av Barcelonas olympiska stadion (Estadi Olímpic Lluís Companys) belägen på berget Montjuïc.

### Andra evenemang
Utöver fotboll har även flera konserter hållits på Camp Nou, bland annat med Julio Iglesias, Bruce Springsteen och Michael Jackson. Bruce Springsteen har fortfarande publikrekordet för en konsert på Camp Nou när han 1988 på sin Tunnel of Love express-tour spelade inför 98 000 människor. 1982 hölls en mässa med Johannes Paulus II på Camp Nou inför 121 500 besökare.

## Rekord
Efter att Camp Nou invigts skulle Barcelona visa sig mycket svårslagna på hemmaplan, endast två av de första 58 hemmamatcherna i ligan förlorade laget, båda gångerna mot Real Madrid. Däremellan sattes det ännu gällande ligarekordet på 39 raka hemmavinster när FC Barcelona gick vinnande ur samtliga ligamatcher på Camp Nou säsongerna 1958-1959 samt 1959-1960.

## Namn
Officiellt namn var Estadio del Futbol Club Barcelona (Fotbollsklubben Barcelonas stadion) fram till år 2000, då den folkliga benämningen Camp Nou även blev officiellt namn genom en medlemsomröstning.
Arenan benämns ibland, framför allt på spanska och engelska, Nou Camp. Detta namn används dock sällan eller aldrig av katalanerna själva och är sedan den officiella namnändringen år 2000 direkt felaktigt.
Den 15 mars 2022 meddelade FC Barcelona att man tecknat ett sponsoravtal för fyra säsonger med Spotify och att arenan under den tiden kommer att heta Spotify Camp Nou. Avtalet förväntas godkännas den 3 april 2022.

## Evenemang
- Finalen i Spanska Cupen 1963
- Mässcupfinalen i fotboll 1964
- Europacupen i fotboll för landslag 1964
- Finalen i Spanska Cupen 1970
- Cupvinnarcupfinalen i fotboll 1972
- Cupvinnarcupfinalen i fotboll 1982
- Världsmästerskapet i fotboll 1982
- Europacupfinalen i fotboll 1989
- Fotboll vid olympiska sommarspelen 1992
- Uefa Champions League-finalen i fotboll 1999
- Finalen i Spanska Cupen 2010
- Finalen i Spanska Cupen 2015
- Finalen i Franska rugbyligan 2016

## Kommunikationer
Till Camp Nou tar man sig enklast med tunnelbanan (Metro) linje L3 till någon av stationerna Les Corts eller Maria Christina eller Palau Reial. Alternativt kan man även ta sig till stadion med linje L5 till någon av stationerna Collblanc eller Badal.